# Hostafrancs
Hostafrancs es uno de los barrios que conforman el distrito de Sants-Montjuic de Barcelona (España). El barrio de Hostafrancs limita, por el noreste, con la calle de Tarragona; por el sureste, con la Gran Vía de las Cortes Catalanas; y, por el oeste, con la calle del Moyanés. La calle de la Cruz Cubierta es su eje principal y una de las calles con más actividad comercial de toda Barcelona. 

## Historia
Toma su nombre del hostal construido a mediados del siglo XIX por Joan Corrades i Bosch, quien compró el terreno en 1840 y le dio el nombre del pueblo de donde era originario, Hostafrancs del Sió, localidad del municipio de Els Plans de Sió, en la comarca catalana de la Segarra.
En la Edad Media, ya era conocido como “el collado de los Inforcats” del latín inter forcatos o ‘cruce de caminos’ ya que era este un importante punto de encuentro de vías para acceder a la ciudad
En origen Hostafrancs formó parte del municipio de Santa María de Sants hasta 1839. Los límites entre Santa María de Sants y Barcelona se encontraban en el emplazamiento de lo que actualmente es Plaza España
En 1344 se erigió, en el collado de los Inforcats, una cruz de término municipal que fue cubierta por un templete posteriormente, la cual pasó a conocerse de manera popular como la Creu Coberta, pero fue destruida por los liberales en 1823. Nuevamente levantada, desapareció hacia 1866 durante las obras de reparación de la carretera Real de Barcelona.
Entre 1584 y 1785 se instalaron en la colina de los Inforcats o de la Creu Coberta algunos molinos de viento para moler el trigo de Barcelona. Como estaba situado en las puertas de la ciudad fue un lugar habitual de combates y también los alrededores fueron el lugar habitual para huir de las epidemias que se declaraban dentro del recinto amurallado de la ciudad de Barcelona.
Posteriormente en 1776, concluyó la construcción de la Carretera Reial y se aumentó el tráfico de personas y mercancías, convirtiéndose así en la principal vía de entrada a Barcelona. En 1770 se construyó un imponente paseo del portal de Sant Antoni a la Creu Coberta, en su entorno se alzaron, hasta finales del siglo XVIII, las barraquitas (puestos ambulantes de comida y bebida) que dieron su primer nombre al barrio.
Los motores del crecimiento urbano de Hostafrancs fueron dos: el comercio y sobre todo la industria que aunque escasa en la zona, constituía el sustento principal de sus habitantes. Hostafrancs se convirtió entonces en una de tantas barriadas residenciales obreras.
A partir de 1880 la actividad comercial de la zona se incrementó gracias a la creación del Mercado de Hostafrancs (1888) y el matadero de la Vinyeta (1891). Además que el tranvía de caballos de la Rambla a Sants (1875), la apertura de la Gran Vía (1883) y el Paral·lel (1894) mejoraron las comunicaciones con Barcelona.
Ya a principios del siglo XX, Hostafrancs estaba prácticamente edificado por completo y concentraba un número total de 16 474 habitantes en 1350 casas en los barrios de Creu Coberta y Àngel. Hostafrancs comenzó a perder su carácter de barriada obrera a finales de los años 70 y junto con la terciarización del barrio se volvió a dar en la década de los 90 un nuevo empuje económico a la zona con lo que, sumado a la desaparición de las fábricas hizo que residieran allí más profesionales urbanos y clases medias.

## Economía
Las principales fuentes económicas del barrio provienen del mercado de Hostafrancs debido a que es un centro de comercio bastante concurrido con un gran reconocimiento, a esto hay que añadirle el factor de su localización, situado cerca de Plaza España, el barrio de Sants y la Creu Coberta, que además esta última es otra de las principales fuentes económicas del barrio.
La Creu Coberta ha sido históricamente y a día de hoy parte del tejido comercial de la ciudad de Barcelona. Esta calle, junto con Sants, comparte la calle comercial más larga de Europa, esta mide unos 4 kilómetros y van desde la Plaza de España hasta la carretera de Collblanc. Su inauguración fue el 1968. Los comerciantes de Creu Coberta y Sants Establiments Units, son dos asociaciones de comerciantes que se integran en la calle y buscan mejorarla y velar por los derechos de los que integran la calle. La calle cuenta con más de 800 tiendas, de las cuales 675 están unidas a ambas asociaciones, una Sede del Distrito, dos mercados municipales, establecimientos de restauración, oficinas bancarias, bibliotecas y centros cívicos. Con 200 años de tradición comercial, a día de hoy es una de las calles más concurridas de la ciudad condal.

## Arquitectura del barrio

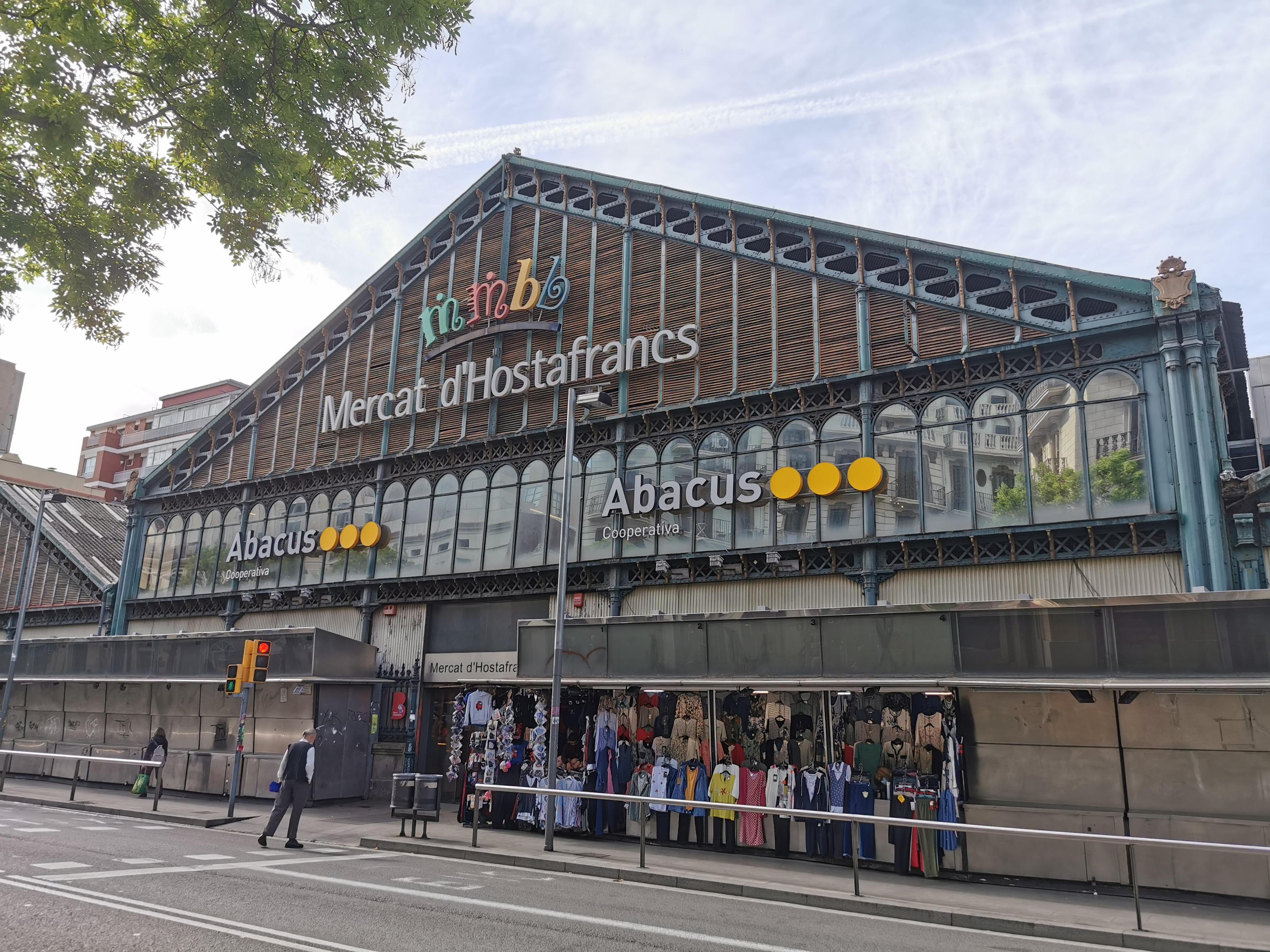
Fachada del Mercado Hostafrancs desde la calle Creu Coberta

El mercado de Hostafrancs, situado en la calle de la Creu Coberta, es el más antiguo del distrito, Sants Montjuïc, y uno de los mercados centenarios de Barcelona. Construido por el arquitecto Antoni Rovira i Trias, e inaugurado en 1888. El mercado ofreció un espacio que en su momento recogió a muchos vendedores ambulantes, que abastecían a las familias y trabajadores de las muchas fábricas en el auge industrial del barrio de Sants. Su construcción se realizó en unos terrenos donde hubo una bóbila, un horno destinado para la fabricación de ladrillos, mahones.
El edificio, acorde al estilo clásico de finales del siglo XIX, es idéntico al Mercado de Concepción, construido de estructura metálica, distribuido en tres naves, cierre obra vista, y una fachada con pequeños arcos con cristales en el interior, y se establece como el centro neurálgico comercial y social del barrio, conjuntamente con la zona de Creu Coberta. El mercado tiene una superficie cercana a los 3500 m² y una superficie comercial de unos 975 m², y ha estado objeto de reformas en los años 80 y 90 del siglo pasado, como la división interior en dos pisos, que ha distorsionado la idea original del proyecto.

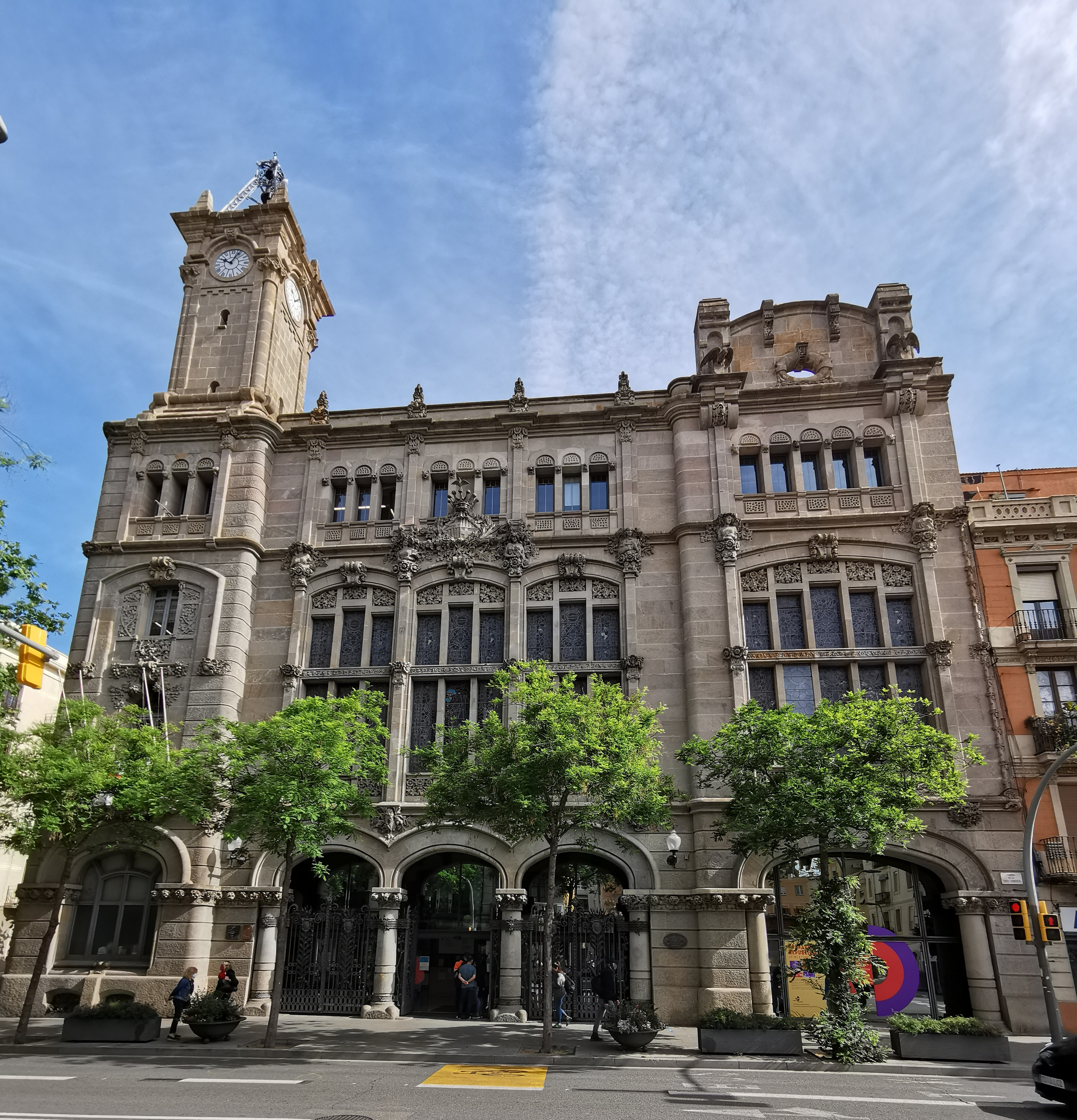
Fachada principal de la Tenencia de Alcaldía

La Tenencia de Alcaldía, edificio situado en la Calle de la Creu Coberta, 104-106, es la sede del Distrito de Sants-Montjuïc. Su origen se remonta a mediados del siglo XIX, cuando los vecinos de Hostafrancs, que ya formaban parte de la ciudad de Barcelona, reclamaron al consistorio un edificio municipal donde poder hacer los trámites administrativos sin tener que ir a la plaza de Sant Jaume. 

Construido en 1885, por el arquitecto modernista Jaume Gustà y Bondia, requirió de nuevas ampliaciones como en los años 1908 y 1915, a cargo de Ubaldo Iranzo y Eiras, y fue en esa época cuando se incorporaron los vitrales novecentistas de la Sala de Plenos. Hay que tener en cuenta, que hace un siglo Sants y Hostafrancs eran independientes de Barcelona ya que tenían su propio ayuntamiento y, este edificio, es un ejemplo de arquitectura modernista dedicada a funciones administrativas. 

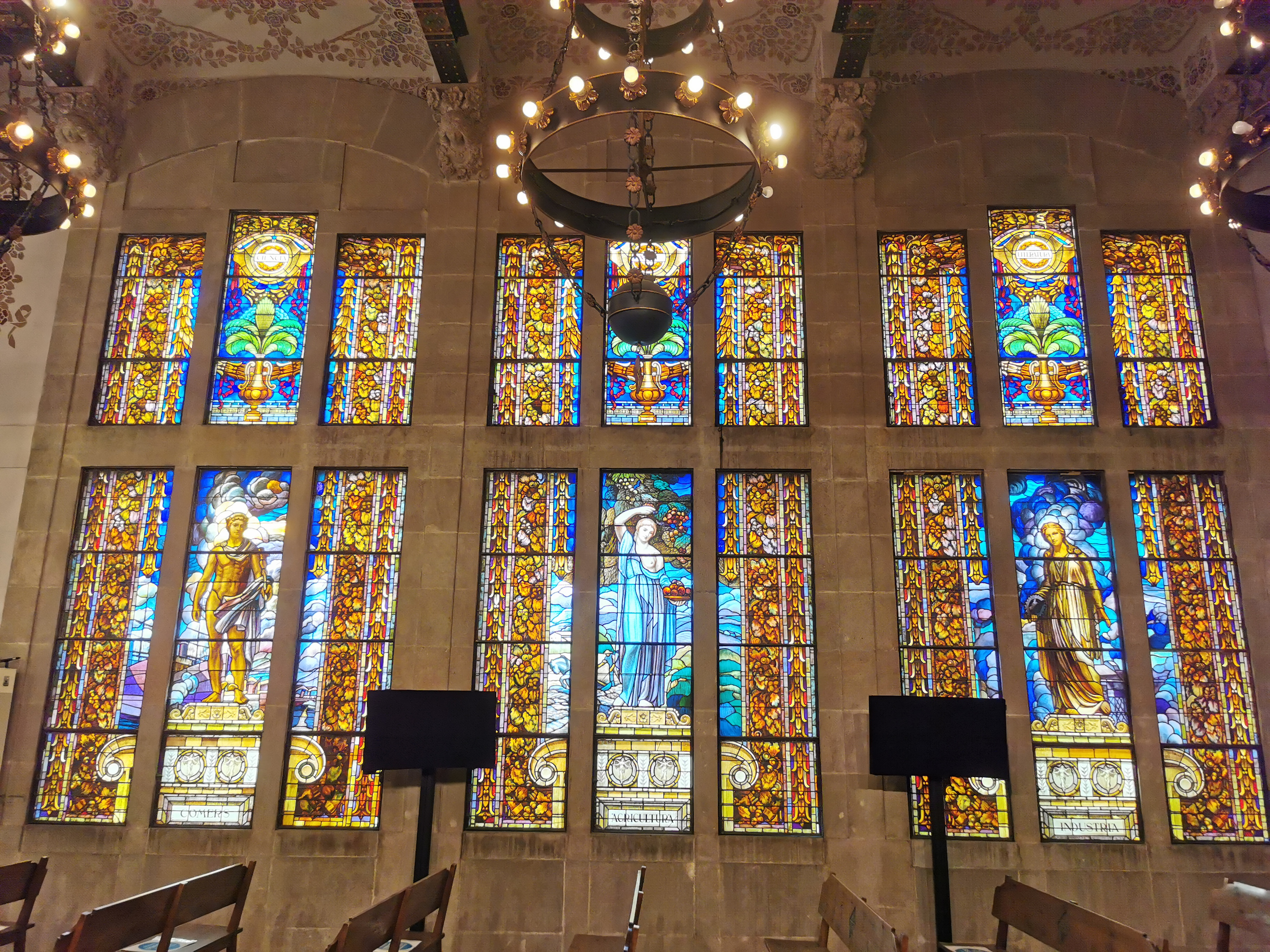
Vidriera de la Sala de Plenos

En sus orígenes, el edificio acogía los servicios generales de la tenencia de alcaldía, el juzgado municipal, las dependencias de bomberos y de la Guardia Urbana, calabozos, dispensario médico, salas escolares, archivo, entre otros, y que con el tiempo, estas administraciones se trasladaron.
Actualmente, es Sede del distrito de Sants-Montjuïc desde 1984, donde el interior ha sufrido algunos cambios y donde la fachada, el vestíbulo, la escalera principal y el salón de plenos son los únicos vestigios de sus orígenes. El salón de plenos dispone de vidrieras de extraodinária belleza que fueron realizadas en 1914 por el taller Rigalt i Granell, colaboradores en su día de Domènech i Montaner, de estilo Novecentista.

## Demografía

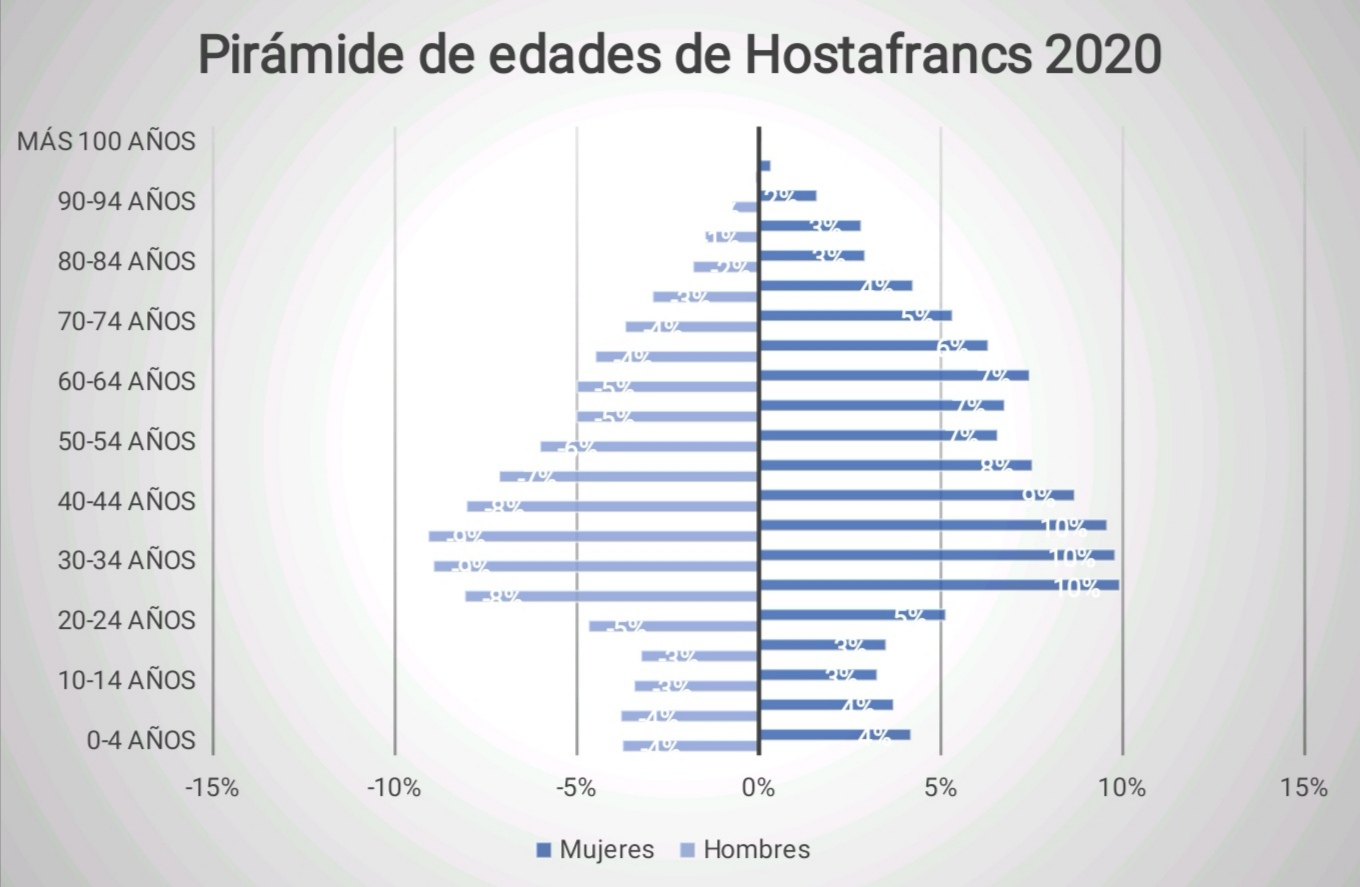
Pirámide edades Hostafrancs 2020

En el último censo del barrio de Hostafrancs, se contabilizó un total de 16.203 habitantes en sus 41 hectáreas. La esperanza de vida de los habitantes del barrio es de 82,5 años de edad, para las mujeres la esperanza de vida es de 85,7 y para los ciudadanos varones de 79,1. En 2020 el grupo de edad más numeroso de hombres correspondía a aquellos que pertenecían al grupo de entre 35 a 39 años (formando el 5% de la población total), el menos numeroso era el de anciano de 85 a 89 (que no llegaban al 1%). En el caso de las mujeres, el grupo más numeroso era el de las que pertenecían al grupo de edad de entre 25 y 29 años (formando el 5% de la población) y por el lado opuesto el grupo de mujeres más minoritario está formado por el grupo de 95 a 99 años (formando el 1%).  
En el ámbito de la natalidad, desde el 2015 hasta el 2019, el número de nacimientos en Hostafrancs ronda entre un mínimo de 106 hasta un máximo de 153 nuevos nacidos. Haciendo un estudio de correlación entre la inmigración y la natalidad se puede llegar a la conclusión que la subida de nuevos inmigrantes al barrio no trae con ello una subida de nuevos nacimientos.  
En el último estudio sobre la inmigración (datado en el año 2019) se contabilizaron unos 1.356 nuevos inmigrantes en el barrio y desde el 2007 el promedio de inmigrantes es de 1179. Por otro lado, la emigración en Hostafrancs tiene un promedio de 739 personas que se marchan de la zona.

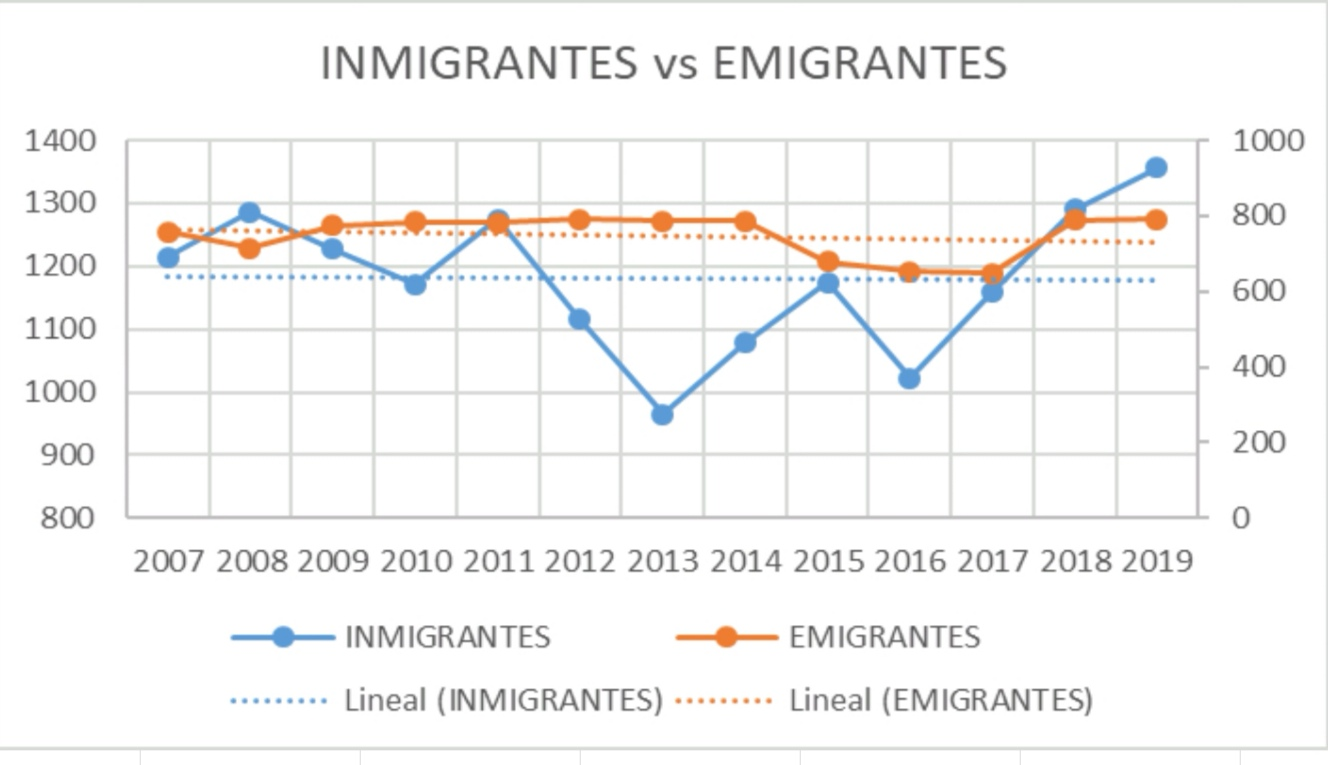
Inmigrantes vs Emigrantes

El último recuento de defunciones, llegó al número de 119 fallecidos, el grupo de edad con más muertes fue el que agrupa aquellas personas entre los 85 y los 89 años, ocupando el 21% del total de defunciones.
La tendencia de los emigrantes es prácticamente estable desde 2007, lo que nos indica que la población autóctona no emigró en gran medida fuera del barrio. En cambio, la inmigración sufre un descenso ocasionado por la crisis de 2009 con punto de inflexión de descenso en los años 2013 y 2016, para luego aumentar la población a partir de los últimos brotes verdes de la economía. 

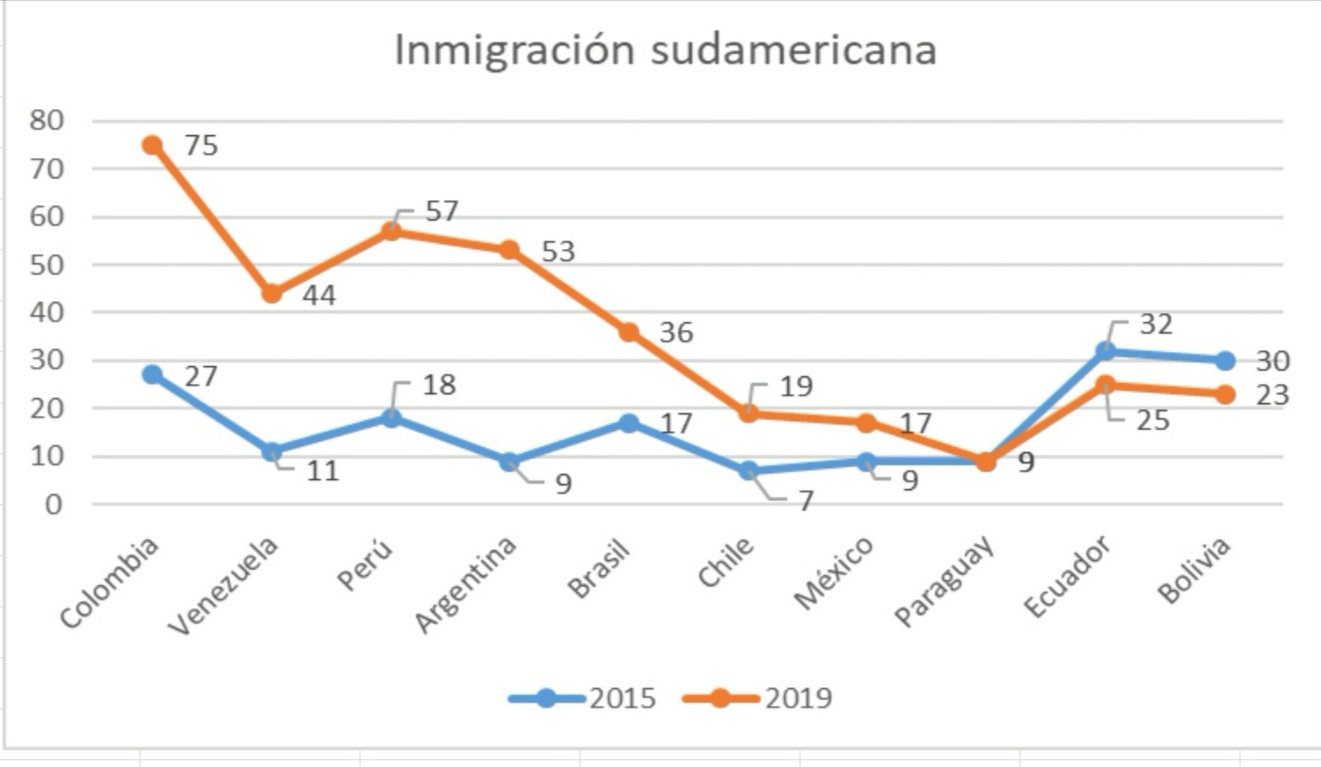
Inmigración sudamericana

La comunidad sudamericana es la más numerosa sin contar la comunidad europea. Si nos fijamos, los ciudadanos sudamericanos han aumentado en 2019 respecto a 2015, cuando tuvieron su punto más bajo de población. Exceptuando los ciudadanos de Ecuador y Bolivia, casos como Colombia han duplicado su comunidad, Venezuela y Perú la han triplicado, Argentina se ha multiplicado por 6. Hoy día la población americana es parecida a la que había en 2007. 

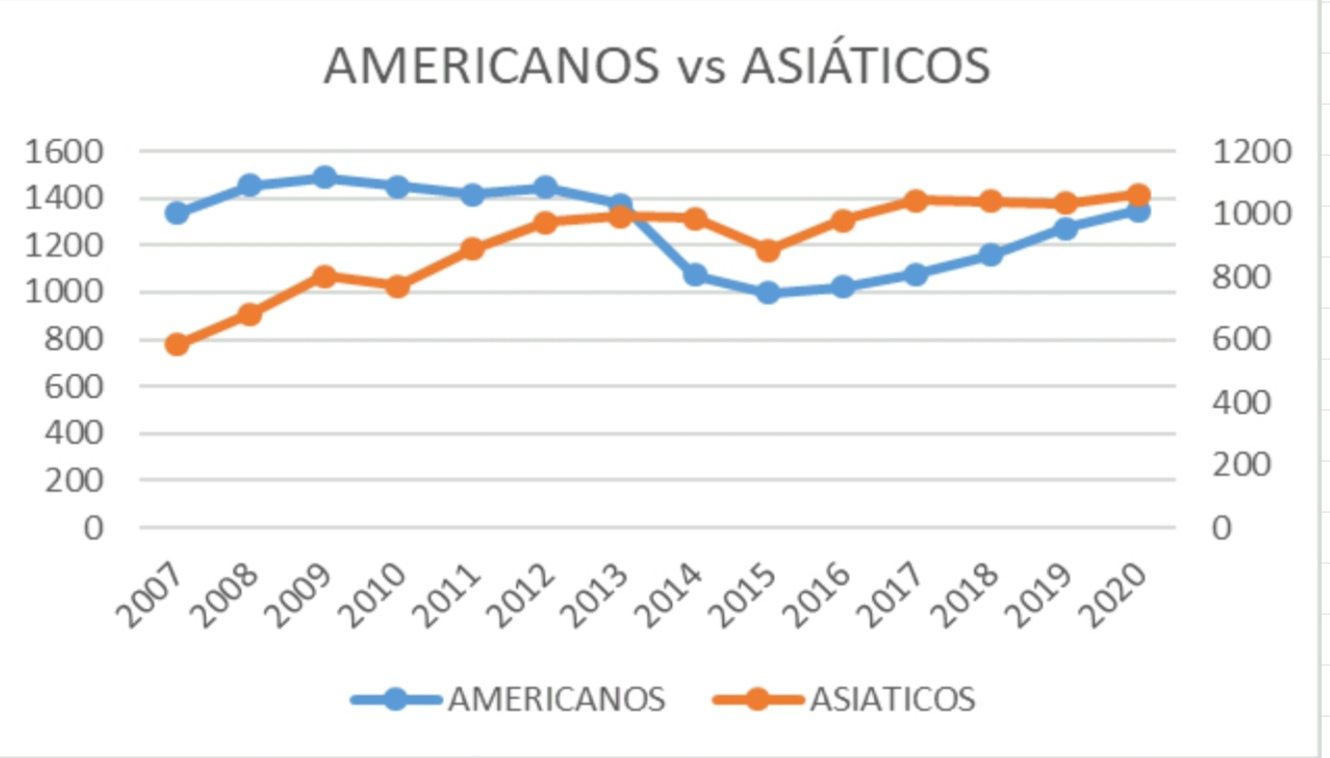
Inmigración americana vs asiática

Es curiosa la gráfica de correlación entre las comunidades americana y asiática. La comunidad americana (incluyendo Norteamérica y Centroamérica) tiene un descenso a partir de 2012, debido la crisis mencionada y a la vuelta a sus países hasta 2016. Posteriormente se detecta un punto de inflexión para luego aumentar su población. En cambio, la comunidad asiática ha doblado su población y de manera constante desde 2007, de 582 a 1061 habitantes. En 2019, las comunidades de Pakistán con 57 personas, conjuntamente con la China con 40 personas, determinan la representación más numerosa de la población asiática.

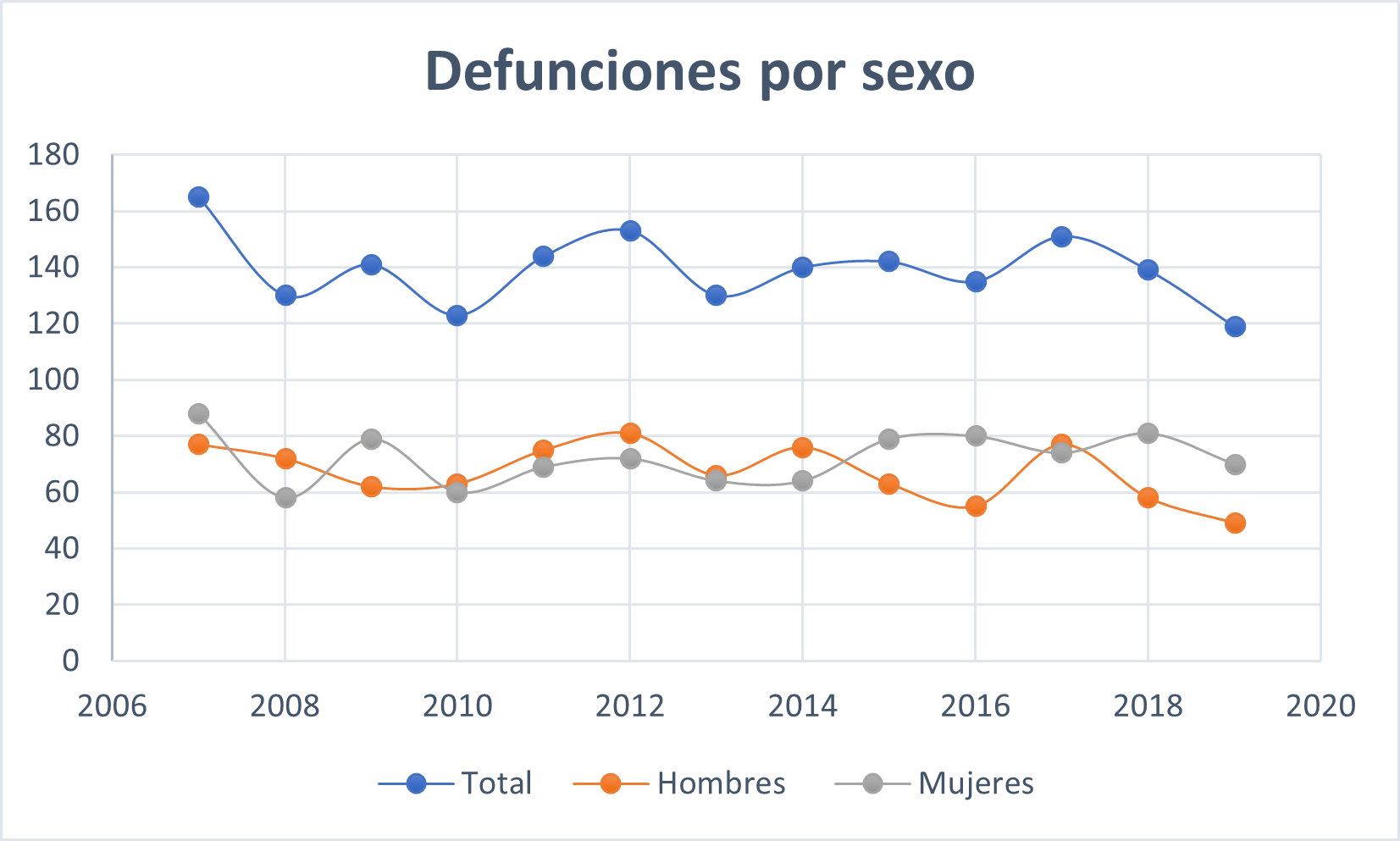
Defunciones por sexo

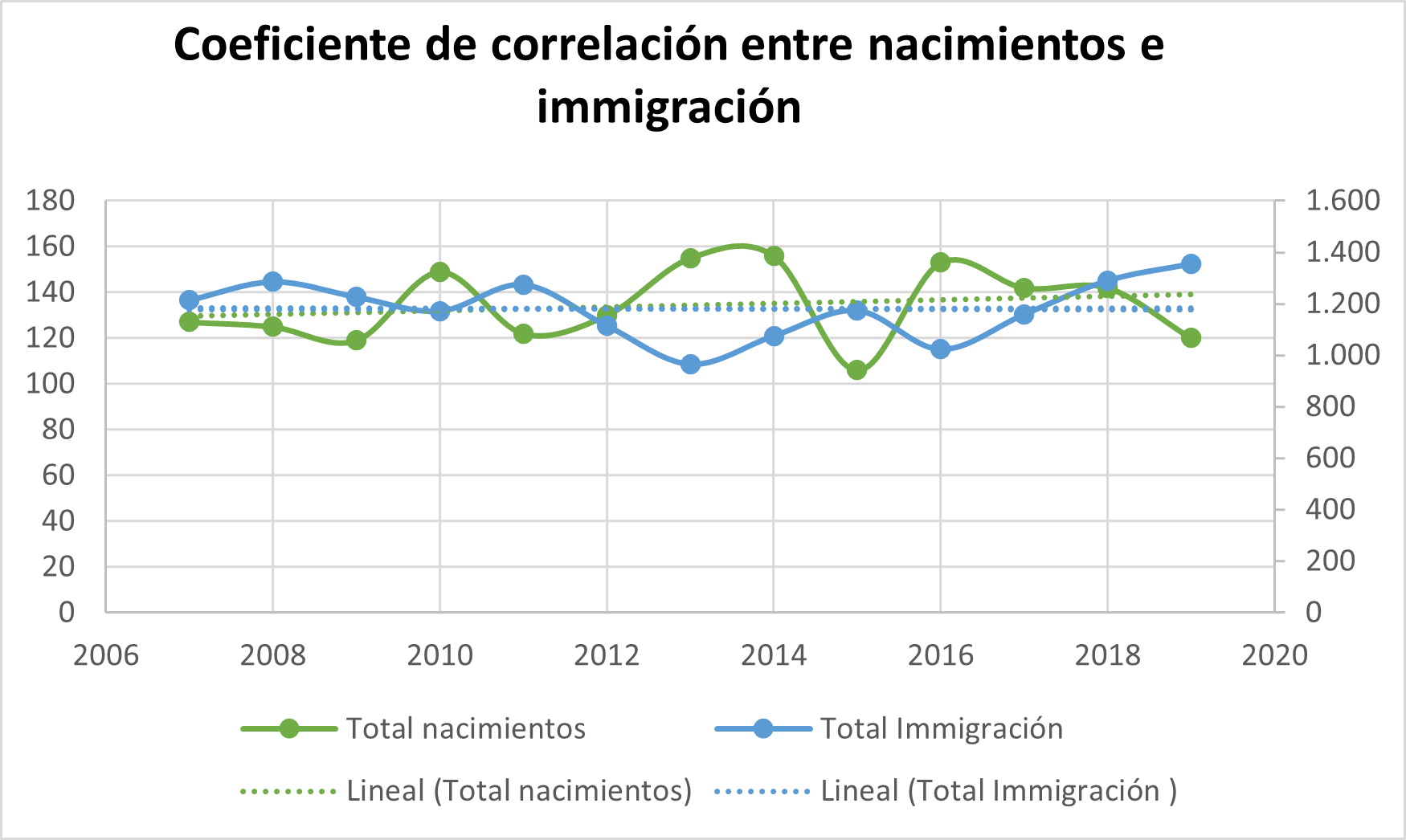
Correlación inmigración y viviendas

En números generales, los habitantes del barrio de Hostafrancs son mayoritariamente mujeres, con 8.467 habitantes, por otro lado, los hombres la cantidad de hombres alcanza los 7.736.
Por último, se hizo un pequeño estudio sobre si la llegada de nuevos inmigrantes traía con ello, una presencia más fuerte de viviendas con 5 o más residentes. El resultado fue que cuantos más inmigrantes llegaban, se notaba un ligera subida de estos pisos con 5 o más residentes, pero la relación entre ambas variables era bastante débil como para relacionar ambos sucesos.

## Fiesta Mayor
La Federación de Asociaciones, Entidades y Comisiones de Hostafrancs, es a día de hoy quien se encarga de organizar la festividad del barrio de una forma más moderno pero respetando las tradiciones. La veneración de San Ángel Custodio (patrón del barrio) viene del siglo XV y lejos de Hostafrancs. La leyenda cuenta que Vicente Ferrer al querer entrar a Barcelona, se encontró en la puerta de la ciudad a un ángel el cual le dijo que era un enviado de Dios para proteger la ciudad, desde ese entonces la localización donde Vicente Ferrer vio la aparición del ángel es conocida como el Portal del Ángel. En el siglo XIX, con el derrumbe de la muralla, se trasladó la estatua del San Ángel Custodio que se encontraba en la muralla a una iglesia de Hostafrancs y con ello también se trasladaron las festividades al barrio.
Actualmente hay 3 tipos de celebraciones que se practican en la fiesta mayor de Hostafrancs, la primera es el Baile de ramos, trata de un baile por parejas donde uno de ellos porta un ramo de flores y el acompañante un abanico; la segunda celebración es el Baile de diablos en la cual se hace un baile en el que se utiliza pirotecnia; por último tenemos la feria de la granada, en esta se hace un mercado donde el protagonista principal es la venta del fruto de la granada, además también se forma un mercadillo medieval.

## Elecciones locales 2015-2019

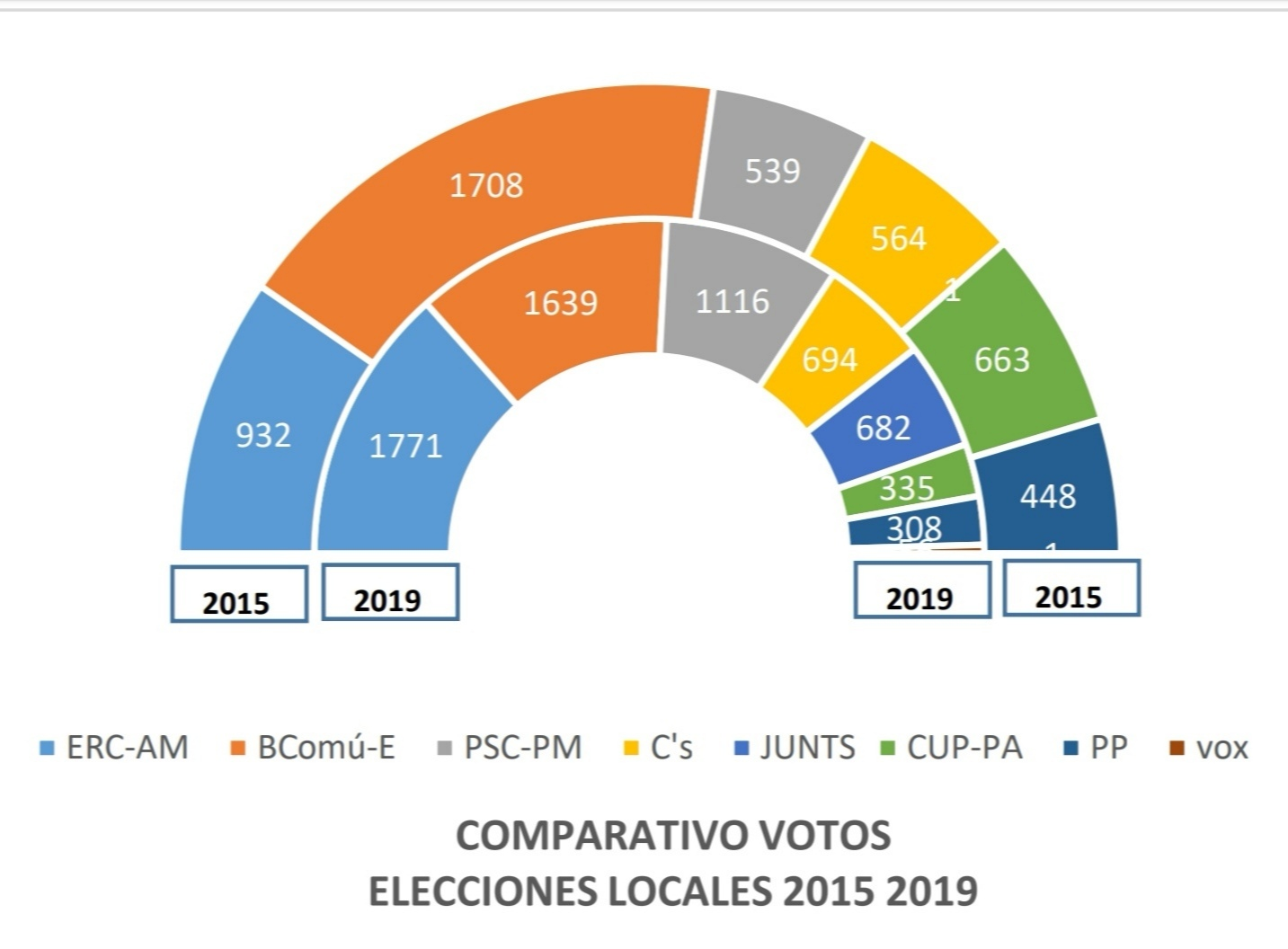
Elecciones locales 2015 - 2019

La participación en las elecciones locales en el barrio de Hostafrancs en 2015 fue de un 58%, mientras en 2019 se elevó a un 65%. La tendencia participativa de voto en 2019 está representada por tres partidos mayoritarios, ERC, Bcomú y PSC, y de manera más minoritaria el PP. Por otro lado, cabe recalcar la desaparición de CIU en las últimas elecciones de 2019, partido que fue representativo en el pasado. Respecto al pasado, antes de 2015, el marco político ha cambiado con la aparición de nuevos partidos como C´s, JUNTS, CUP, VOX entre otros, generando hoy día mucha diversificación política.  